# Bob Stuart
Pour les articles homonymes, voir Robert Stuart et Stuart.

a Compétitions nationales et continentales officielles uniquement.

b Matchs officiels uniquement.
Dernière mise à jour le 13 décembre 2009.
Robert Charles Stuart dit Bob Stuart, né le 28 octobre 1920 à Dunedin et mort le 10 mai 2005 à Wellington, est un  joueur de rugby à XV qui joue avec l'équipe de Nouvelle-Zélande. Il évolue au poste de troisième ligne aile ou centre.

## Carrière
Il joue 71 matchs avec la province de Canterbury de 1947 à 1953. Il dispute son premier test match avec l'équipe de Nouvelle-Zélande le 3 septembre 1949, à l’occasion d'un match contre les Australiens. Il dispute son dernier test match contre la France 0-3 le 27 février 1954. En 1953-1954 il est sélectionné à cinq reprises avec les All Blacks, qui font une tournée en Europe et en Amérique du Nord. Il est même désigné capitaine de la tournée. Il perd avec les All Blacks contre le pays de Galles 8-13. Il participe ensuite à la victoire contre l'Irlande 14-3 puis à celle sur l'Angleterre 5-0 et enfin l'Écosse 3-0. Il perd contre la France 0-3 le 27 février 1954,.

## Statistiques en équipe nationale
- 7 sélections avec l'équipe de Nouvelle-Zélande dont 5 comme capitaine
- 3 points (1 essai)
- Nombre total de matchs avec les All Blacks :  27
- Sélections par année : 2 en 1949, 1 en 1953, 4 en 1954